# Бжезе (Велицький повіт)
Бжезе (пол. Brzezie) — село в Польщі, у гміні Клай Велицького повіту Малопольського воєводства.
Населення — 1412 осіб (2011).

## Демографія
Демографічна структура станом на 31 березня 2011 року:
|          | Загалом | Допрацездатний вік | Працездатний вік | Постпрацездатний вік |
| -------- | ------- | ------------------ | ---------------- | -------------------- |
| Чоловіки | 700     | 152                | 482              | 66                   |
| Жінки    | 712     | 127                | 439              | 146                  |
| Разом    | 1412    | 279                | 921              | 212                  |